# Kosmos 61
Kosmos 61 – radziecki satelita telekomunikacyjny wysłany wraz z bliźniaczymi Kosmos 62 i 63. Dwunasty statek typu Strzała.